# Borgward

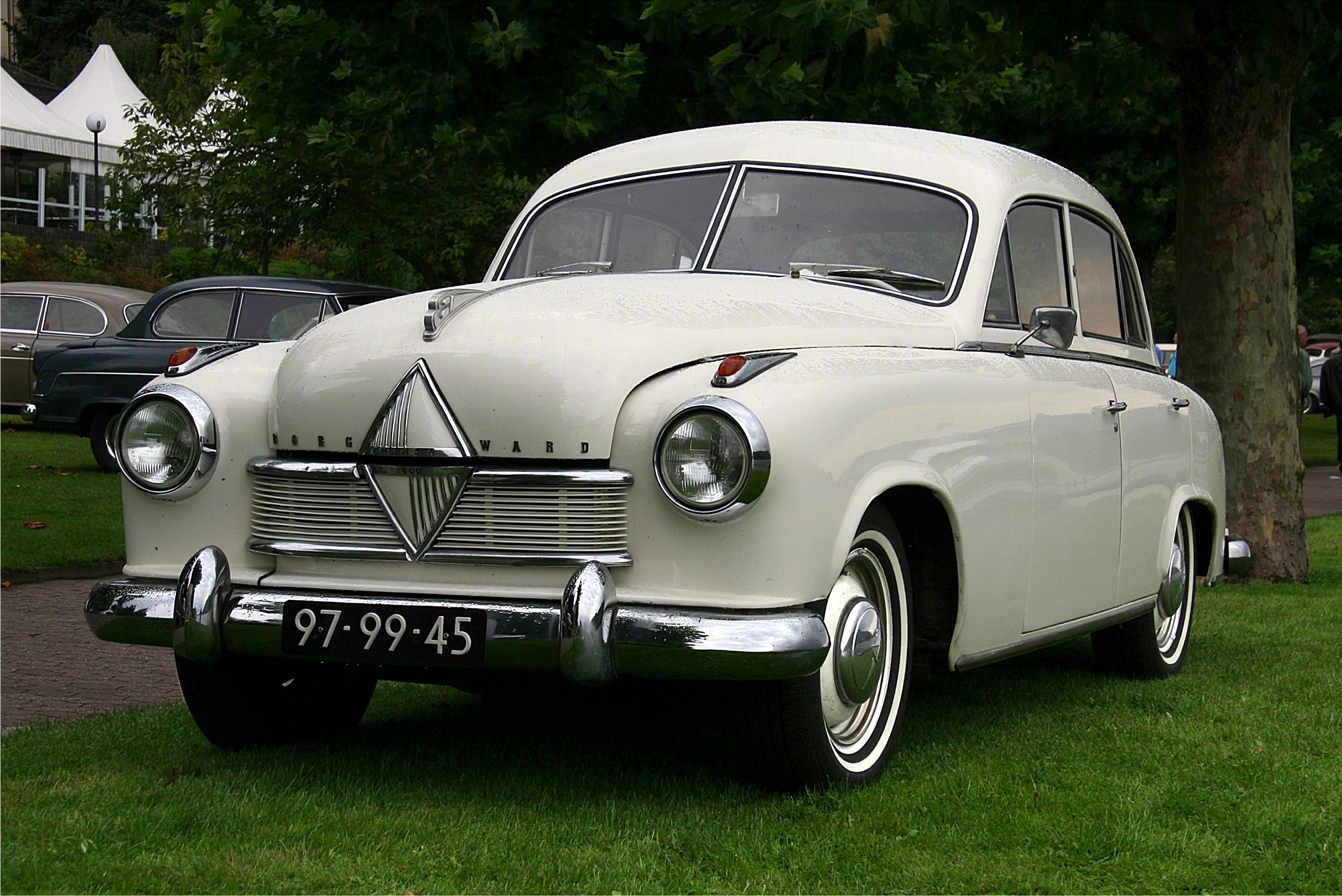
Borgward Hansa 1800

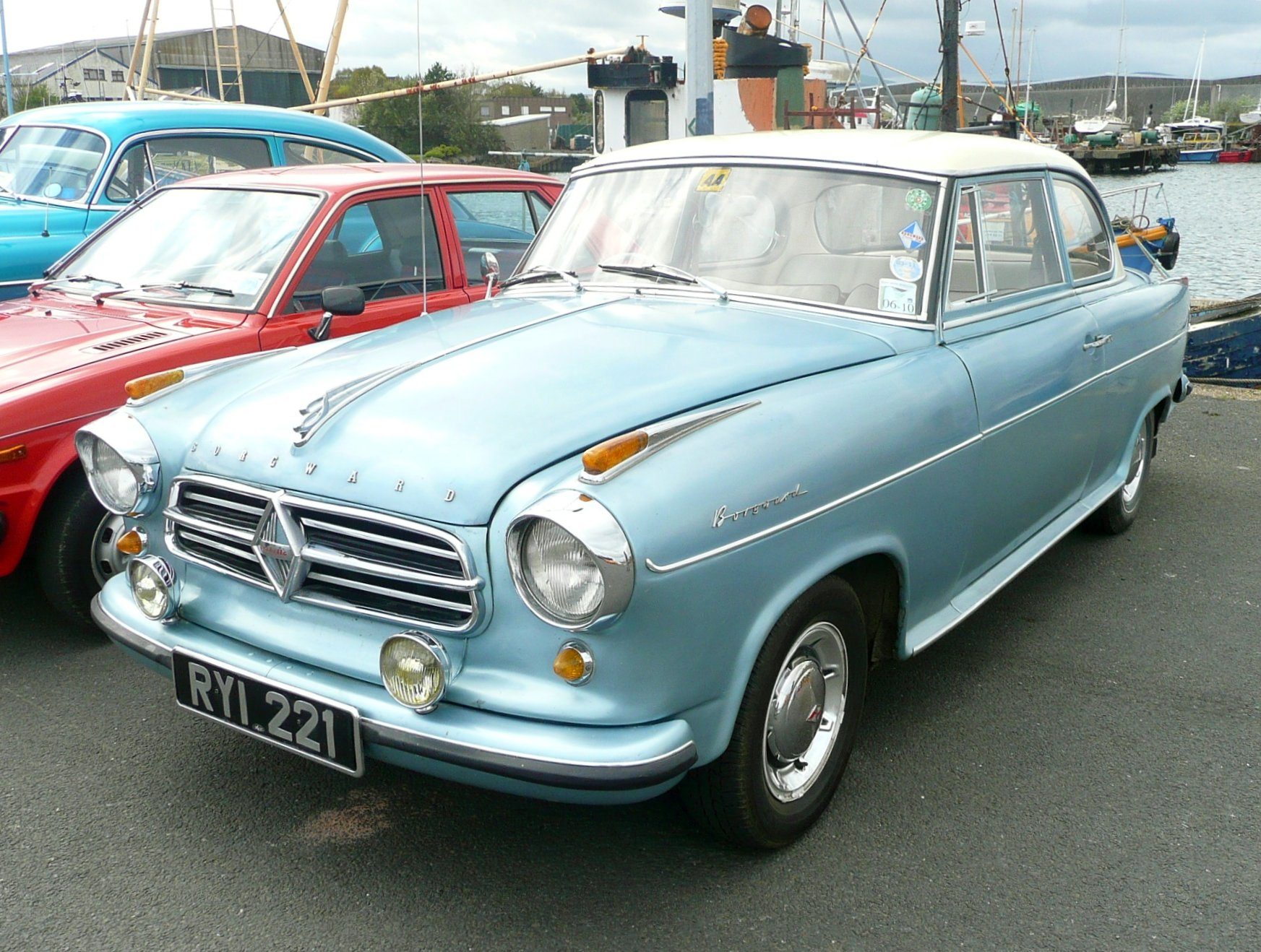
Borgward Isabella

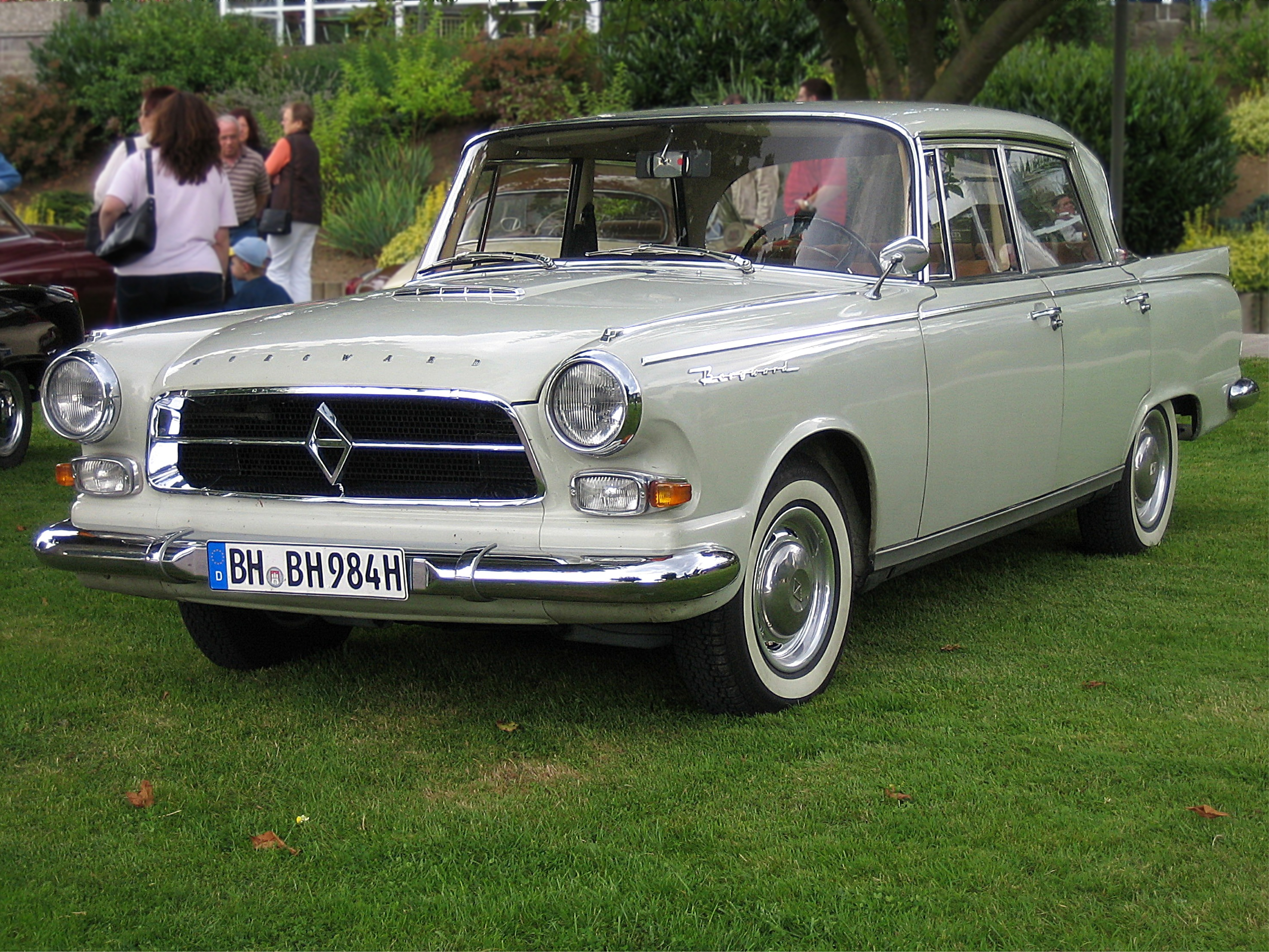
Borgward P100

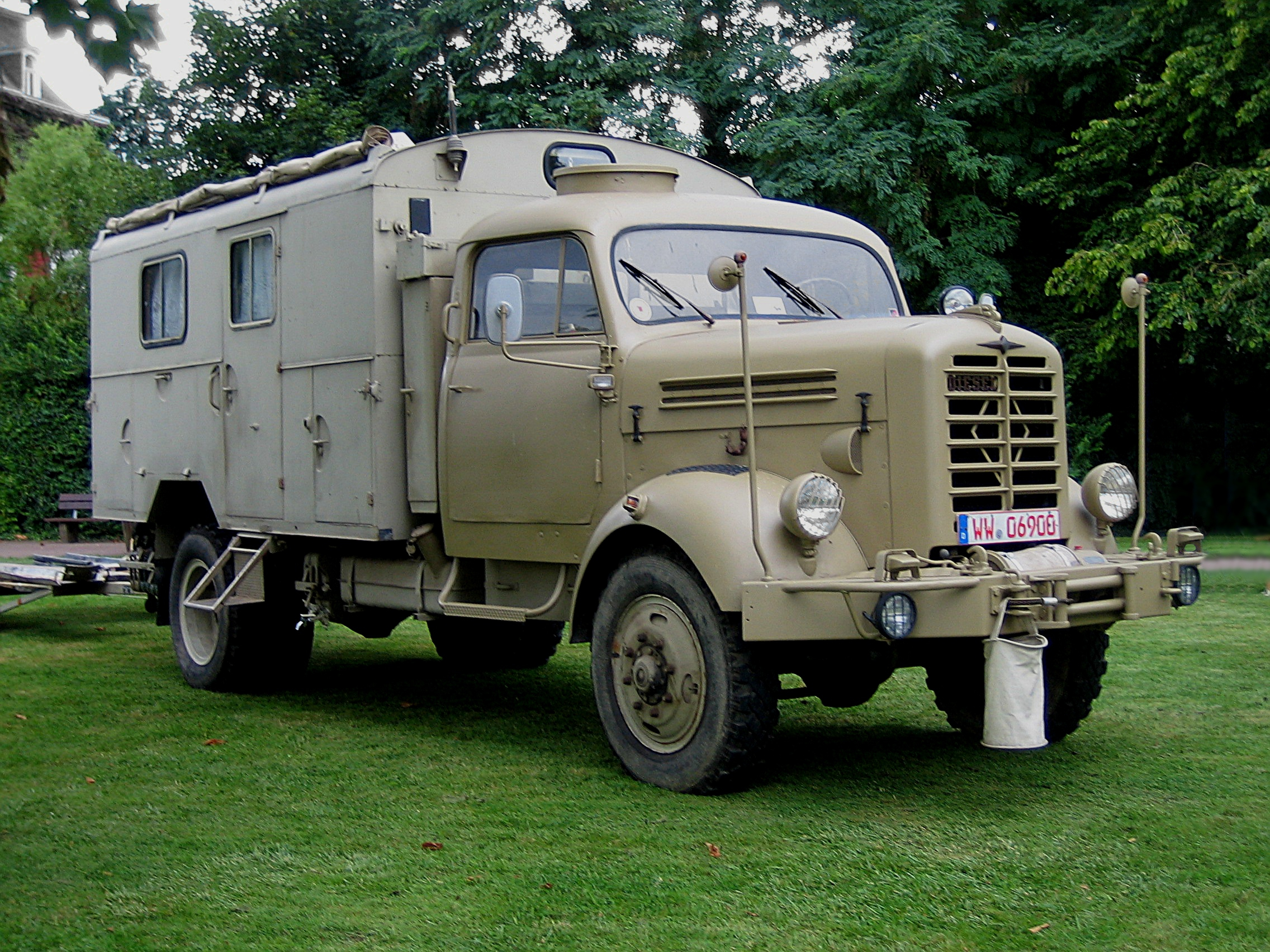
Borgward 4500

Borgward – dawny niemiecki producent samochodów osobowych i sportowych z siedzibą w Bremie działający w latach 1929–1962.

## Historia

### Początki
Przedsiębiorstwo założył Carl F. W. Borgward w Bremie w 1929 roku, nazywając je od swojego nazwiska. Po roku 1930 przemysłowiec przejął zakłady Hansa-Lloyd Automobilwerke i uruchomił produkcję popularnego samochodu trzykołowego o nazwie Pionier. Rozwój firmy umożliwił produkcję coraz większych samochodów, między innymi Hansa 1700 oraz sześciocylindrowego Borgwarda 2300.

### Okres powojenny
Po zniszczeniach wojennych Carl Borgward niezwłocznie po zwolnieniu z niewoli alianckiej przystąpił do odbudowy zakładów i już w 1952 wprowadził do produkcji całkowicie nową konstrukcję samochodu z karoserią samonośną Hansa 1500 oraz większy model Hansa 2400. Następnie w 1954 wprowadzono nowy model klasy średniej Borgward Isabella, który zdobył dużą popularność – do roku 1962 wyprodukowano ponad 200 tysięcy sztuk, co przełożyło się na jego szczególną rozpoznawalność w kolejnych latach. Jednocześnie wprowadzono do produkcji nowe modele Arabella i Alexander oraz P100.

### Upadek
Na przełomie lat 50. i 60. XX wieku konstrukcje Borgwarda zmagały się z negatywną reputacją wywołaną niedopracowaniem technicznym pojazdów, pomimo zastosowania innowacyjnych jak na ówczesne lata rozwiązań technicznych. Wskutek systematycznie pogarszającej się sytuacji finansowej, w 1961 na żądanie kredytodawców koncern został postawiony w stan upadłości, która skutkowała ostatecznym bankructwem i zakończeniem działalności w kolejnym roku. Linie produkcyjne modeli Isabella i P100 zostały sprzedane do Meksyku, gdzie w latach 1967-1970 oba te pojazdy były produkowane w niewielkich ilościach.

## Modele samochodów

### Historyczne

#### Samochody osobowe
- 2000 (1939–1942)
- 2300 (1940–1942)
- Hansa 1500 (1949–1954)
- Hansa 1800 (1952–1954)
- B 611(inne języki) (1957–1961)
- P100(inne języki) (1959–1961)
- Hansa 2400(inne języki) (1954–1962)
- Isabella (1954–1962)
- Arabella (1961–1963)

#### Samochody ciężarowe
- B 1500 (1954–1960)
- B 4500 (1954–1961)

#### Inne
- Borgward IV
- Goliath

## Marki należące do Borgwarda
- Lloyd
- Goliath
- Hansa